# Family Entertainment Protection Act
Family Entertainment Protection Act (FEPA) var ett lagförslag som lades fram av senator Hillary Clinton (D-NY), med stöd av Joe Lieberman (D-CT), Tim Johnson (D-SD) och Evan Bayh (D-IN) den 29 november 2005. Lagförslaget var ett rop på skärpt federal kontroll av ESRB:s åldersgränser för dator- och TV-spel.
Lagförslaget gick ut på att böter på 1 000 amerikanska dollar eller 100 timmars samhällstjänst skulle kunna bli straffet för som för första sålde spel med "moget innehåll" eller ansågs vara "endast för vuxna" till minderåriga, och 5 000 amerikanska dollar i böter eller 500 timmars samhällstjänst för upprepad förseelse.
Lagförslaget klubbades aldrig igenom. men liknande lagförslag antogs i delstater som Kalifornien, Michigan och Illinois. De förklarades dock senare strida mot USA:s konstitution.

### Fotnoter
1. ↑  Calle Hedrén (16 juli 2007). ”Censur, sex och spel”. Tidningen Kulturen. Arkiverad från originalet den 25 mars 2014. https://web.archive.org/web/20140325235243/http://www.tidningenkulturen.se/tk2/index.php/kategorier/142-kritik/spel/1749-spel-m-censur-sex-och-spel. Läst 25 mars 2014.
2. ↑  Gamespot. ”Game-restriction bill submitted to congress”. Arkiverad från originalet den 19 december 2005. https://web.archive.org/web/20051219163842/http://www.gamespot.com/news/6141410.html. Läst 18 december 2005.
3. ↑  Govtrack.us. ”S. 2126 [109th]: Family Entertainment Protection Act”. http://www.govtrack.us/congress/bill.xpd?bill=s109-2126. Läst 31 augusti 2007.
4. ↑  Patrick R. Byrd. ”It’s All Fun And Games Until Someone Gets Hurt: The Effectiveness Of Proposed Video-Game Legislation On Reducing Violence In Children”. Arkiverad från originalet den 24 september 2015. https://web.archive.org/web/20150924031423/http://www.houstonlawreview.org/archive/downloads/44-2_pdf/5_Byrd.pdf#. Läst 25 mars 2014.